# Arthur Ernst Berger
Arthur Ernst Berger (* 1. Oktober 1882 in Dresden; † 21. August 1926 ebenda) war ein deutscher Bildhauer.

## Leben

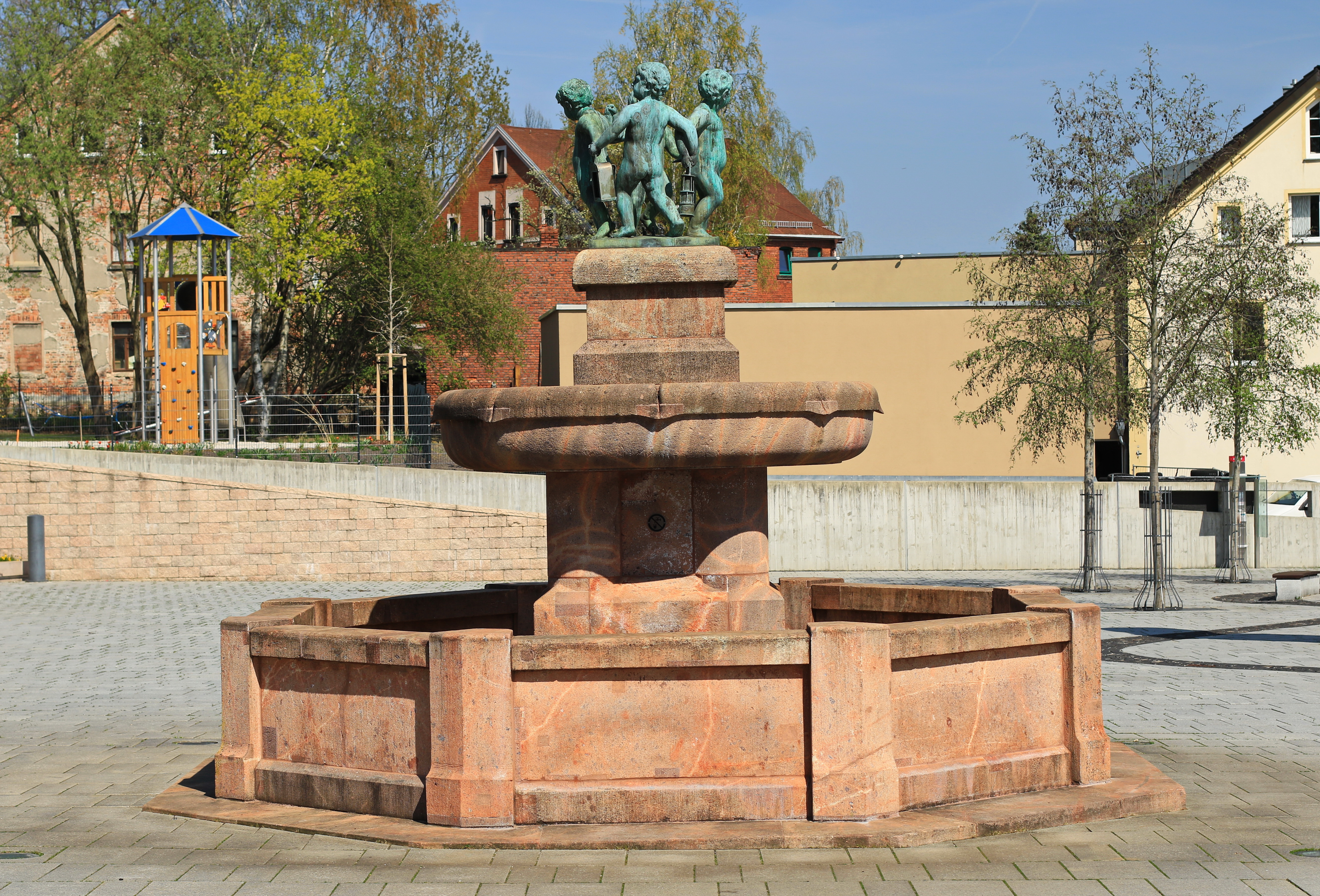
Der Hermann-Rudolph-Brunnen – ein Wahrzeichen der Stadt Oelsnitz/Erzgeb.

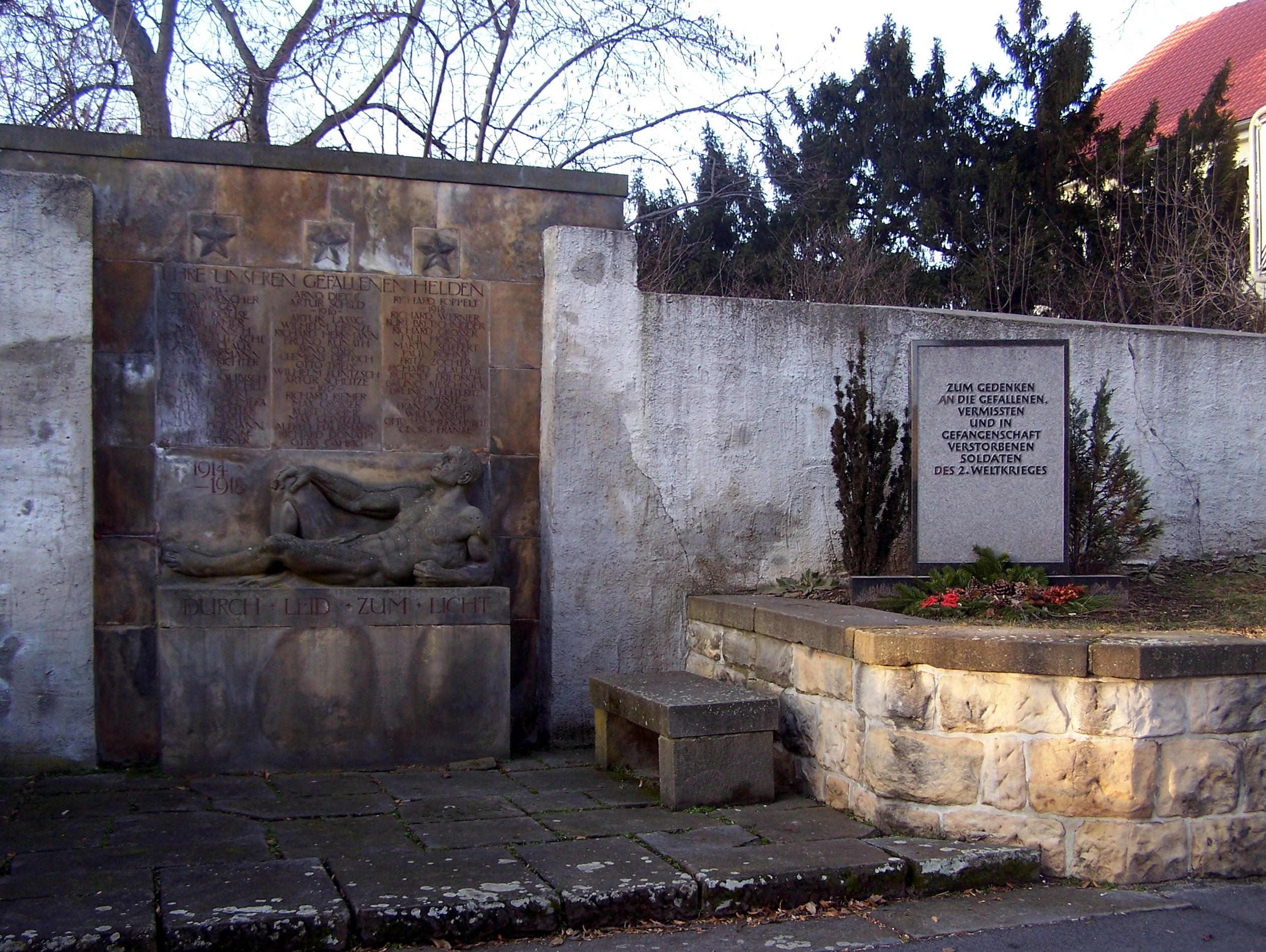
Kriegerdenkmal in Niederau

Arthur Ernst Berger besuchte die Kunstgewerbeschule Dresden und absolvierte von 1905 bis 1914 ein Studium an der Dresdner Kunstakademie, das er mit Auszeichnung abschloss: Er erhielt die große Silbermedaille der Akademie (1911) und die kleine goldene Medaille (1913). Berger war Meisterschüler bei Robert Diez, zu seinen weiteren Lehrern gehörte Richard Müller.
Berger arbeitete in seinem Atelier auf der Fürstenstraße 26, der heutigen Fetscherstraße, in Dresden. Er war ein begeisterter Segler und Mitbegründer des Dresdner Segel-Club e. V. Er starb nach langer Krankheit am 21. August 1926 in Dresden und wurde vier Tage später auf dem Johannisfriedhof beigesetzt.

## Werke (Auswahl)
- 1913: Denkmal für die gefallenen Kolonialkrieger am Sachsenplatz in Dresden; am 20. Januar 1947 beseitigt und vernichtet[2]
- 1914: Hermann-Rudolph-Brunnen auf dem Rathausplatz Oelsnitz/Erzgeb., 2009 saniert
- 1920: Figurengruppe Putte und Bär im Westendpark Dresden, verschollen
- 1922: Kriegerdenkmal in Schwepnitz
- 1925: acht Putten, Sparkasse Pirna
- 1928: Sockelreliefs und Kriegerfigur für das Ehrenmal für die Gefallenen des Ersten Weltkrieges in Saarlouis[3]
- Kriegerdenkmale in Reinhardtsgrimma und Niederau bei Meißen